# Lida Junction
Koordinaten: 37° 30′ 3″ N, 117° 11′ 7″ W
Lida Junction ist eine derzeit nicht bewohnte Ansiedlung im Esmeralda County im Bundesstaat Nevada.

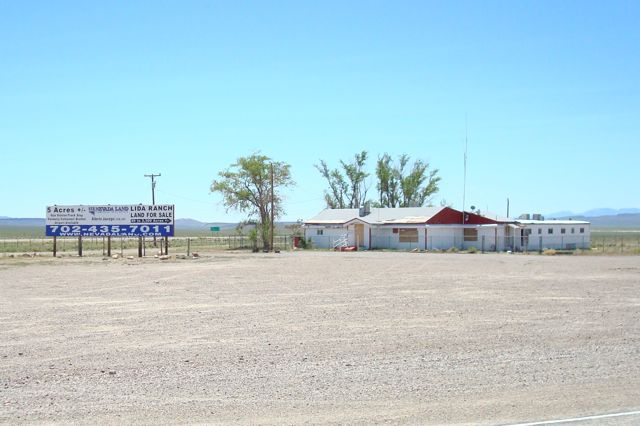
Lida Junction von NV 266 aus

## Lage
Die Siedlung, welche nur aus der derzeit geschlossenen Cottontail Ranch – einem ehemaligen Bordell – und einem vom Bureau of Land Management betriebenen Flugplatz besteht, liegt an der Einmündung der State Route 266 auf den U.S. Highway 95 15 Meilen (24 Kilometer) südlich von Goldfield und 16 Meilen (26 Kilometer) nördlich von Scotty’s Junction auf einer Höhe von 4684 ft. (1428 Meter). 
Das vom Jackson Wash gebildete Lida Valley läuft hier in einem periodischen See aus.

## Geschichte
Das Verbot der Prostitution im Clark County führte zur Entstehung dieses verkehrsgünstig 170 Meilen (274 Kilometer) nordwestlich von Las Vegas gelegenen Bordells in den 1960er-Jahren. Im Jahr 1967 soll der Milliardär Howard Hughes mehrfach das Etablissement besucht haben, im Zusammenhang mit dieser Tatsache steht auch die Handlung des Films Melvin und Howard.
In den 1970er-Jahren kam es zu juristischen Streitigkeiten zwischen der 1974 zur Wahl zum Repräsentantenhaus des Bundesstaates Nevada angetretenen Besitzerin des Bordells Beverly Harrell und dem Bureau of Land Management, welches versuchte, das auf öffentlichen Land errichtete Freudenhaus schließen zu lassen.
Die Siedlung ist seit 2004 unbewohnt, als mit der Schließung der Cottontail Ranch die einzigen Bewohner den Ort verließen.